# 狄奧多特一世
狄奧多特一世（救主）（希臘語：Διόδοτος Α' ὁ Σωτήρ；約前285年 – 約前239年），原為塞琉古帝國巴克特里亞總督，可能在安條克二世逝世後，於前255年或前246年間叛離塞琉古帝國，宣布獨立，建立希臘-巴克特里亞王國。他可能死於前239年。
狄奧多特一世似乎把疆土擴張到其他塞琉古行省，此外他還與另一位自立為王的塞琉古帕提亞總督安德拉戈拉斯結盟，他們倆可能是差不多時間宣布獨立。

## 總督

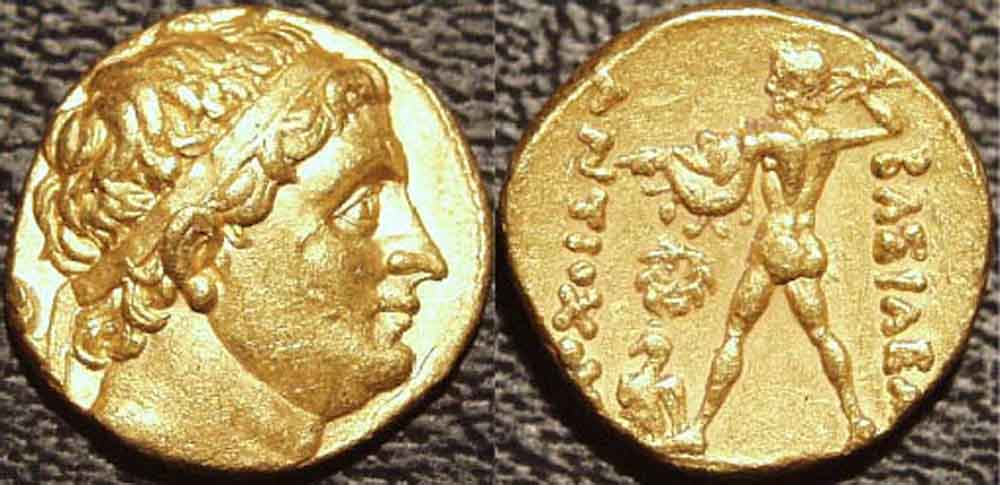
尚是總督的狄奧多特所發行的金幣，上頭署名塞琉古帝國安條克二世的名字，約在前250年左右。狄奧多特在錢幣正面上換上自己的肖像來取代塞琉古國王頭像，透過這樣的方式來展現他在巴克特利亞的自治權，另外在錢幣背面上，他也把塞琉古帝國的守護神阿波羅換掉，換上手持閃電的宙斯。

對於狄奧多特的生平不清楚，他無疑是在東方希臘化時代一個重要角色，但因古代文獻失散，僅能從少許殘篇告知大概，其他資訊只得仰賴錢幣學。除了文獻稀少外，古羅馬歷史學家查士丁甚至誤記他的名字為帖奧多特（Theodotus），這錯誤直到近代找到狄奧多特的錢幣才改正過來。
狄奧多特是塞琉古帝國轄下的巴克特里亞行省的最後一任總督，在他總督任期間沒有任何記載留下。從錢幣上來看，狄奧多特發行過各式金、銀、銅的錢幣。其中有一些錢幣上頭屬名安條克的名字，正面卻是狄奧多特的肖像。這推測是狄奧多特還是塞琉古總督之時，因帝國虛弱且遭到托勒密二世攻擊，无暇東顧，使狄奧多特自主權大增。因此他可能大膽把塞琉古國王頭像替換为自己的，名義上仍屬於塞琉古帝國，但代表狄奧多特這時幾近自治，也象徵狄奧多特的獨立是遵循漸進的。不過這一推測仍有一些爭議，如有學者認為這錢幣暗示有一名巴克特里亞國王安條克存在。

## 獨立
狄奧多特後來宣布獨立，自立為王。古代特羅古斯、查士丁、斯特拉波皆記載狄奧多特獨立一事，他開創希臘化希臘-巴克特里亞王國。古羅馬歷史學家查士丁記載：
|              | 帖奧多特（狄奧多特），他管轄千城之國的巴克特利亞，叛變並自立為國王，其他所有東方的人民也效法他，脫離馬其頓人統治 |
| ——查士丁 XLI | |

本是塞琉古帝國巴克特里亞行省總督的狄奧多特，他藉著塞琉古帝國安條克二世逝世且帝國陷入與埃及托勒密王國的第三次敘利亞戰爭無暇東顧之時，已經獲得自治，僅名義上歸屬帝國。然而塞琉古帝國國勢繼續衰退，加上與內部有兄弟戰爭的內戰，以及外敵入侵，帝國連年戰爭，讓帝國在東方各省防備削減，本身就很富饒的巴克特利亞更要送出資源去支援前線。這讓東方的各省可能暴露在北方遊牧民族的侵略危險中，因此狄奧多特的獨立舉動獲得不少當地希臘移民的支持，最後他決定正式叛離塞琉古帝國獨立。這個新的王國擁有高度的城市文明，也被認為是最富裕的東方國度之一，查士丁並說巴克特利亞本身更是號稱擁有一千座城市，且非常富裕，王國定都於原行省時期的首府薄知（Bactra）。新任國王的狄奧多特一世以及其後繼者帶領王國更加興盛，並逐步往東西方拓展國土，斯特拉波如此記載：
|                    | 那些在巴克特利亞獨立的希臘人，在這個富饒的國度很快的變得相當強盛，主宰的領土不僅包含阿利亞，還遠至印度。就像阿提米塔的阿波羅多羅斯所說的，他們降服的部族超過亞歷山大時所降服的，尤其是米南德，有些部族是他親自降伏；其他的部族是在德米特里時，他是巴克特里亞國王歐西德莫斯之子。 |
| ——斯特拉波, XV.698 | |

根據近代歷史學家W.W. Tarn的假設，狄奧多特一世大約在前266年娶了塞琉古國王安條克二世和王后勞迪絲一世的女兒，並與她生下至少一個兒子和一個女兒，兒子是狄奧多特二世，女兒大約出生於前250年左右，她後來嫁給歐西德莫斯一世。這個假說當時流行學界一段時間，不過因為證據薄弱，近年遭到一些學者抨擊。

## 與安息對抗

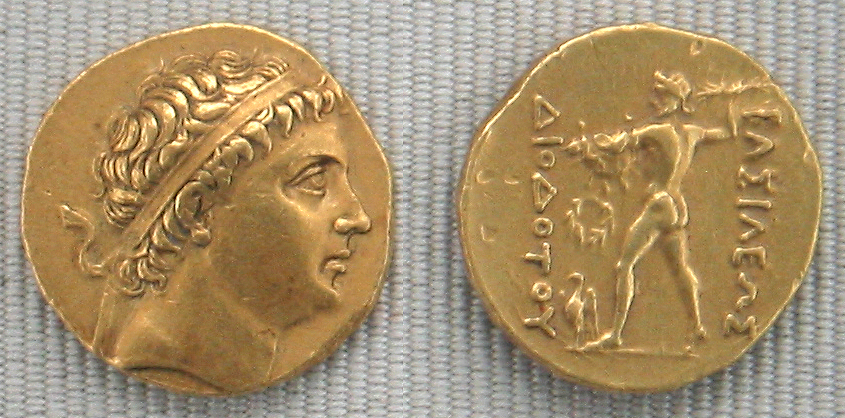
狄奧多特一世的金幣，上頭以希臘文寫著：ΒΑΣΙΛΕΩΣ ΔΙΟΔΟΤΟΥ，即「國王狄奧多特的」。

在狄奧多特宣佈獨立同時期，鄰近的塞琉古帝國帕提亞總督安德拉戈拉斯也宣佈獨立，狄奧多特一世與安德拉戈拉斯簽訂盟約對抗塞琉古帝國。然而帕提亞北方大益（Dahan）的遊牧部落聯盟中，帕尼（Parni）的部落酋長阿爾沙克一世開始入侵帕提亞，並消滅安德拉戈拉斯的勢力，在入主帕提亞後建立安息王國。這讓新成立的希臘化巴克特里亞王國與希臘世界的直接道路中斷，與西方的陸上貿易大幅衰退，僅剩透過波斯灣到埃及的海上貿易航線來進行發展。當塞琉古帝國塞琉古二世於前239年企圖收回東方脫離的行省，並把帕提亞作為首先目標時，狄奧多特一世明顯與塞琉古二世聯手打擊安息王國。
不久之後，狄奧多特一世逝世，並把王位傳給其子狄奧多特二世。狄奧多特二世一改父親的外交政策，與安息結盟對抗塞琉古二世：
|                 | 不久，由於帖奧多特（狄奧多特一世）之死，阿爾沙克與他同樣叫帖奧多特（狄奧多特二世）的兒子停戰並締結盟約。後來，他們倆一同對付前來討伐叛亂的行省的塞琉古。終阿爾沙克戰勝了，帕提亚人並把這一天當作他們獲得自由的日子來慶。 |
| ——查士丁, XLI.4 | |

狄奧多特二世後來遭到歐西德莫斯篡位並被謀殺，歐西德莫斯便開啟歐西德莫斯王朝。
在後來的巴克特里亞晚期國王阿加托克利斯和安提瑪科斯一世之時，他們曾經發行一套有關巴克特里亞世系的紀念錢幣，其中狄奧多特一世被冠上索塔爾（Σωτήρ），即「救主」的稱號。

## 腳注
1. ↑  "The Greek kingdoms of Central Asia," p. 100. P. Bernard in: History of civilizations of Central Asia, Volume II. The development of sedentary and nomadic civilizations: 700 B.C. to A.D. 250. Harmatta, János, ed., 1994. Paris: UNESCO Publishing. ISBN 92-3-102846-4
2. ↑  特羅古斯 Prol. 41
3. ↑  查士丁 xli. 4, 5
4. ↑  斯特拉波 xi. 515
5. ↑  查士丁  XLI, 4 （页面存档备份，存于）
6. ↑  查士丁  XLI, 1 （页面存档备份，存于）
7. ↑  斯特拉波  XI.XI.I
8. ↑  斯特拉波 l.c.
9. ↑  查士丁  XLI.4)
10. ↑  波利比烏斯 xi. 34, 2
11. ↑  Cf. AV Sallet, Die Nachfolger Alexanders d. Gr. in Baktrien und Indien
12. ↑   Percy Gardner, Catal. of the Coins of the Greek and Scythian Kings of Bactria and India